# V486 Близнецов
V486 Близнецов (лат. V486 Geminorum) — тройная звезда в созвездии Близнецов на расстоянии приблизительно 945 световых лет (около 290 парсек) от Солнца.
Пара первого и второго компонентов — двойная затменная переменная звезда типа W Большой Медведицы (EW)*. Видимая звёздная величина звезды — от +10,35m до +9,91m. Орбитальный период — около 0,4755 суток (11,412 часа).

## Характеристики
Первый компонент — жёлто-белая звезда спектрального класса F8. Масса — около 1,23 солнечной, радиус — около 1,184 солнечного, светимость — около 2,046 солнечных. Эффективная температура — около 6350 К.
Второй компонент — жёлто-белая звезда спектрального класса F. Масса — около 0,19 солнечной, радиус — около 0,19 солнечного, светимость — около 0,049 солнечной. Эффективная температура — около 6238 К.
Третий компонент — красный или оранжевый карлик спектрального класса M-K. Масса — от 0,273 до 0,62 солнечной*. Орбитальный период — около 8,66 лет*.